# Tautliner

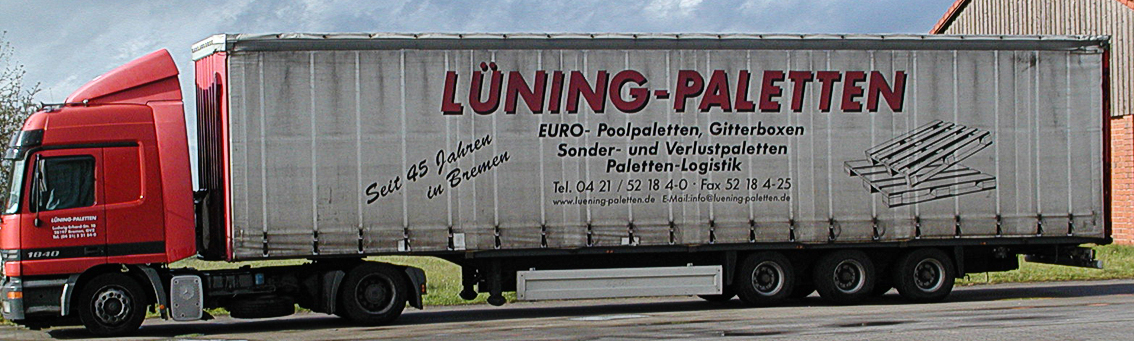
Tautliner

Tautliner je návěs, který má místo pevných bočnic posuvné plachty upevněné integrovanými upínacími pásy. Tyto plachty mohou být po stranách vytaženy podobně jako záclona, což usnadňuje nakládku a vykládku obzvláště neskladného zboží.